# Bernard Manceau
Bernard Manceau, né le 10 avril 1908 à Cholet (Maine-et-Loire) et mort le 28 août 1986 à Neuilly-sur-Seine (Hauts-de-Seine), est un homme d'affaires et homme politique français.

## Biographie
Fils de l'ancien député (1919-1924), puis sénateur (1925-1942) Anatole Manceau, Bernard suit des études parisiennes : d'abord à l'école libre des sciences politiques, puis à la faculté de droit. En 1929, il obtient le grade de docteur en droit, le plus jeune de France. Sa thèse est immédiatement publiée, avec une préface de Louis Loucheur. Inscrit comme avocat, il ne débute cependant sa carrière professionnelle qu'en 1933, dans une compagnie d'assurance parisienne.
Mobilisé en 1939, il est chargé de mission au comité permanent franco-britannique des assurances. Puis, après l'armistice, il prend la direction de l'entreprise familiale de textile et chaussures.
Ce n'est qu'en 1944 qu'il s'engage dans l'action militaire, comme officier de liaison avec l'armée américaine. Il finit la guerre avec le grade de capitaine.
Il reprend fin 1945 une carrière de chef d'entreprise et d'homme d'affaires. Il est ainsi président de la fédération française de l'horlogerie, de 1949 à 1951, puis PDG de l'imprimerie et société d'édition qui édite le journal Centre-Éclair à Tours.
En 1951, il prend dans le Maine-et-Loire  la tête d'une liste « indépendants, paysans et républicains nationaux » pour les élections législatives. Obtenant 15,9 % des voix, il est élu député et siège au sein du groupe des indépendants et paysans. De nouveau candidat, avec le soutien du CNI, en 1956, il est réélu.
A l'assemblée, il défend des positions traditionnelles de la droite : soutien à l'école privée, refus des hausses d'impôts, maintien de la présence française en Indochine, et défense des intérêts des industriels du textile et de l'énergie. Il est aussi particulièrement véhément contre les grands groupes de presse, comme Amaury, la Société nationale des entreprises de presse, et, logiquement, le journal communiste L'Humanité. Il est aussi opposé à la CED, et vote aussi contre les traités qui font débuter la construction européenne (Traité de Rome, etc.). Paradoxalement, il défendra par la suite des positions pro-européennes.
Pendant le ministère Guy Mollet, il vote systématiquement contre les propositions du gouvernement, et se range parmi les tenants de l'Algérie française.
En 1958, il soutient le retour de Charles de Gaulle au pouvoir. Aux législatives de novembre, il est cependant battu sèchement : arrivé en troisième position au premier tour, derrière les candidats gaulliste et MRP, il se maintient au second mais perd la moitié de ses voix.
Il se consacre alors principalement à ses activités professionnelles : il est ainsi président de la société de crédit immobilier de l'Anjou, et préside la fédération des sociétés de crédit immobilier de l'Ouest.
Il tente un retour en politique en 1974, en se présentant comme candidat indépendant aux sénatoriales, mais sans succès.

## Détail des fonctions et des mandats
Mandat parlementaire
- 5 juillet 1951 - 9 décembre 1958 : Député de Maine-et-Loire